# Anoploscelus
Anoploscelus är ett släkte av spindlar. Anoploscelus ingår i familjen fågelspindlar.
Kladogram enligt Catalogue of Life:
| Anoploscelus | \| \| Anoploscelus celeripes \| \| \| \| \| \| Anoploscelus lesserti \| \| \| \| |
|              | \| \| Anoploscelus celeripes \| \| \| \| \| \| Anoploscelus lesserti \| \| \| \| |
|              | Anoploscelus celeripes                                                           |
|              |                                                                                  |
|              | Anoploscelus lesserti                                                            |
|              |                                                                                  |